# Hordnes
Hordnes är en tätort i stadsdelen Fana i Bergens kommun i Vestland fylke i västra Norge. Orten ligger vid änden av fylkesväg 5168, på norra sidan av Fanafjorden, väster om orten Fanahammaren.